# امبورگا
امبورگا (به لاتین: Emburga) یک روستا در لتونی است که در شهرداری اوزونیکی واقع شده‌استامبورگا ۳۳۳ نفر جمعیت دارد.